# Pareiorhaphis cerosus
Pareiorhaphis cerosus is een straalvinnige vissensoort uit de familie van de harnasmeervallen (Loricariidae). De wetenschappelijke naam van de soort is voor het eerst geldig gepubliceerd in 1951 door Miranda Ribeiro.